# 熊本県立牛深高等学校
熊本県立牛深高等学校（くまもとけんりつ うしぶか こうとうがっこう）は、熊本県天草市久玉町にある公立高等学校。

## 沿革

### 旧・熊本県立牛深高等学校
- 1925年（大正14年）4月24日 - 牛深町立熊本県牛深実科高等女学校発足
- 1943年（昭和18年）4月1日 - 牛深町立熊本県牛深高等女学校に変更
- 1948年（昭和23年）4月1日 - 熊本県立天草女子高等学校牛深分校（定時制課程）になる
- 1949年（昭和24年）4月1日 - 男女共学により熊本県立天草高等学校牛深分校（定時制課程）になる
- 1951年（昭和26年）4月1日 - 熊本県立牛深高等学校（全日制普通課程）として独立
- 1974年（昭和49年）5月13日 - 牛深町鬼塚から現在地へ移転
- 1992年（平成4年）4月1日 - 文科コース1クラスを設置
- 2005年（平成17年）10月1日 - 創立80周年記念式典

### 新・熊本県立牛深高等学校
- 2015年（平成27年）4月1日 - 熊本県立河浦高等学校普通科と統合し新生・熊本県立牛深高等学校が誕生。総合学科を設置。敷地は熊本県立牛深高校を利用。

## 学科・系列
- 総合学科
  - 文理総合系列
  - 専門教養系列
  - 情報ビジネス系列

## 部活動

### 体育系
野球、陸上、卓球、剣道、柔道、弓道、バレーボール、ソフトテニス、バスケットボール、バドミントン、サッカー、空手道

### 文化系
郷土芸能、吹奏楽、商業、放送、書道、家庭、茶道、華道、文芸

## 主な卒業生
- 中村五木 - 元天草市長